# Virgin Active
Virgin Active est une chaîne de salles de sport propriété de Virgin Group et présente en Afrique du Sud, en Angleterre, en Italie, en Australie, en Thaïlande, à Singapour, en Namibie et au Botswana.

## Historique
Le premier club a été installé en 1999 à Preston,. Le siège social de l'entreprise est resté de 1999 à 2013 à Milton Keynes puis s'est déplacé à Barbican à Londres tout en laissant jusqu'en 2018 un petit centre d'appel à Milton Keynes.
Virgin Active s'implante en Afrique du Sud par le rachat de « Health and Racquet Club », une compagnie mise en liquidation octobre 2000 pour 24 millions de £.
En 2002, date à laquelle la société comptait 350 000 membres, Branson a vendu 55 % de la société à Bridgepoint Capital pour 40 millions de £. puis a racheté cette même participation en 2005 pour 134,5 millions de £.
Elle a par la suite étendu ses opérations en 2004 à l'Italie. En 2005, la société comptait 25 clubs au Royaume-Uni, 77 clubs en Afrique du Sud et 12 clubs en Europe continentale. Il a ouvert son premier club australien à Sydney à la fin de 2008, avec d'autres clubs lancés à Singapour et en Thaïlande en 2014.
Le 1er novembre 2006, elle a repris l'exploitation basée au Royaume-Uni de la chaîne Holmes Place, augmentant ainsi sa chaîne britannique de clubs de 24 à 72.
Le 26 avril 2011, Virgin Active a annoncé le rachat des 55 clubs de l'opérateur britannique de gym Esporta, portant les activités au Royaume-Uni à 124 clubs.
En 2013, Virgin Active s'est développée sur le marché de l'Asie du Sud-Est, en ouvrant d'abord un club à Singapour au cœur du quartier d'affaires.
L'actuel[évasif] PDG du groupe est le fondateur Matthew Bucknall. En 2014, Virgin Active a lancé une nouvelle salle de sport à bas prix appelée Virgin Active RED.
Le 16 avril 2015, il a été rapporté que Virgin Group avait vendu 80 % de Virgin Active à la société d'investissement sud-africaine Brait, détenue par le milliardaire Christo Wiese. Le prix de vente était de 682 millions de £. pour une participation de 80 %, valorisant l'entreprise à 1,3 milliard£, dette comprise, et la transaction a été conclue en juillet 2015. La société continuera à opérer sous la marque Virgin Active.
Ils ont commencé la vente de 35 clubs à Nuffield Health en 2016 et en 2017, conclu une vente de 15 clubs à David Lloyd.